# 拉脱维亚工人、士兵和无地者苏维埃执行委员会

拉脱维亚工人、士兵和无地者苏维埃执行委员会旗帜

拉脱维亚工人、士兵和无地者苏维埃执行委员会（俄语：Исполнительный комитет совета рабочих, солдатских и безземельных депутатов Латвии），简称伊斯科拉特（Исколат；），是1917年11月21日—1918年3月3日由亲共产主义的红色拉脱维亚步枪兵控制的拉脱维亚领土的执政机构。该委员会在十月革命后成立，存续至德国占领拉脱维亚之际。